# 蛋糕女孩
蛋糕女孩（英語：Cake Girls）是一間在2000年成立於美国伊利诺伊州芝加哥的麵包烘焙店，以建築地標和文化圖標製成的食用藝術蛋糕而聞名。